# Gisèle Pelicot
Gisèle Pelicot (Villingen-Schwenningen, 7 de diciembre de 1952) es una gerente de logística francesa que ganó notabilidad a raíz de su denuncia pública de lo que se ha conocido como el caso de las violaciones de Mazan, renunciando a su derecho al anonimato como forma de concienciación sobre los abusos sexuales y de los peligros de la sumisión química. Por ello, en 2024 la BBC incluyó a Pelicot en su lista de las 100 mujeres más influyentes del año y fue citada como una de las «25 mujeres más influyentes de 2024» por el Financial Times.

## Biografía
Gisèle Pelicot nació el 7 de diciembre de 1952 en Villingen-Schwenningen, en el suroeste de Alemania, y su padre era un militar francés. Llegó a Francia cuando tenía cinco años y perdió a su madre por cáncer cuando tenía nueve. En 1971 conoció a su futuro marido, Dominique Pelicot. Se casaron en abril de 1973 y se mudaron al suburbio parisino de Villiers-sur-Marne, donde criaron a sus tres hijos, dos varones y una mujer.
Después de pasar varios años criando a su familia, Pelicot comenzó a trabajar en la empresa eléctrica francesa Électricité de France en el área de París, donde también trabajaba su marido. Permaneció allí durante el resto de su vida laboral y finalmente consiguió un puesto de gestión en logística para centrales nucleares. En 2013, ambos se jubilaron y se mudaron a Mazan, en el sureste de Francia. Vivían en una casa grande con piscina y frecuentemente pasaban allí los veranos con sus hijos y nietos. Gisèle Pelicot la consideraba una vida verdaderamente feliz. Se divorciaron legalmente en 2024, tras 50 años de matrimonio.

### Violaciones y juicio
De julio de 2011 a octubre de 2020, primero en París y luego en Mazan, su marido Dominique Pelicot captó a través de internet a decenas de hombres para que abusaran sexualmente de su mujer, Gisèle Pelicot, mientras ésta se encontraba inconsciente por efecto de las drogas que le proporcionaba. En total, hasta 72 hombres violaron a Gisèle Pelicot mientras su marido grababa las agresiones, de las que la policía francesa encontró más de 20.000 vídeos y fotografías. Estos hechos fueron reconocidos por Dominique Pelicot en el segundo día del juicio.
El 4 de septiembre de 2024, comenzó el juicio por estos hechos, y Gisèle Pelicot decidió renunciar a su derecho al anonimato y solicitó que el proceso fuera público, así como la proyección de los vídeos de sus violaciones, para que la «vergüenza» cayera sobre el lado de los acusados. También decidió continuar con esta postura en apoyo al resto de víctimas de abusos, tras recibir cartas de muchas de ellas y de sentir el apoyo de la sociedad civil.

## Reconocimientos
La determinación de Gisèle Pelicot durante el proceso judicial por sus violaciones le ha valido la aclamación internacional, convirtiéndose en un símbolo de la lucha feminista, llegando a ser inspiración para la creación obras de arte en su honor, como las que han aparecido en forma de grafitis o collages en diferentes ciudades de Francia.
En diciembre de 2024, fue nombrada por la BBC como una de las 100 mujeres más influyentes del año, junto a otras como la Premio Nobel y también superviviente de violaciones masivas, Nadia Murad. Ese mismo mes, la revista del Financial Times, FT Weekend, publicó su lista de las 25 mujeres más influyentes del mundo, entre las que incluyó a Pelicot. Además, Ana Redondo García, ministra española de Igualdad, anunció la creación de un nuevo centro de acogida en Asturias para mujeres víctimas de violencia de género, que llevaría el nombre de Pelicot.
Tras el veredicto, sus seguidores agradecieron a Gisèle su valentía y celebraron la sentencia dictada a su marido. El presidente francés, Emmanuel Macron, le agradeció su «dignidad y valentía», aplaudió dirigentes extranjeros como el primer ministro español, Pedro Sánchez, y el canciller alemán, Olaf Scholz, y reconoció la prensa internacional.